# Nulles
Nulles település Spanyolországban, Tarragona tartományban. Nulles Puigpelat, Vilabella, Renau, La Secuita és Vallmoll községekkel határos. Lakosainak száma 552 fő (2024).

## Népesség
A település népessége az elmúlt években az alábbi módon változott:
| Lakosok száma | 218  | 687  | 690  | 579  | 371  | 364  | 418  | 453  | 492  | 552  |
|               | 1717 | 1887 | 1936 | 1960 | 1986 | 2004 | 2009 | 2014 | 2019 | 2024 |